# (54446) 2000 MY5
(54446) 2000 MY5 es un asteroide perteneciente al cinturón de asteroides, región del sistema solar que se encuentra entre las órbitas de Marte y Júpiter.
Fue descubierto el 23 de junio de 2000 por el equipo del proyecto Spacewatch desde el observatorio Nacional de Kitt Peak.

## Designación y nombre
Designado provisionalmente como 2000 MY5.

## Características orbitales
(54446) 2000 MY5 está situado a una distancia media del Sol de 2,717 ua, pudiendo alejarse hasta 3,064 ua y acercarse hasta 2,370 ua. Su excentricidad es 0,128 y la inclinación orbital 5,354 grados. Emplea 1635,92 días en completar una órbita alrededor del Sol.
Pertenece a la familia de asteroides de (808) Merxia.

## Características físicas
La magnitud absoluta de  (54446) 2000 MY5 es 15,23.